# 범골역
범골역(Beomgol station)은 경기도 의정부시 호원동에 있는 의정부 경전철의 전철역이다. 역번호는 U112이다.

## 역사
- 2012년 7월 1일 : 의정부 경전철 발곡 ~ 탑석 구간 개통

## 역 구조
2면 2선의 상대식 승강장이 있는 지상역이며, 스크린도어가 설치되어 있다.

### 승강장
| 회룡↑         |
| \| 상         |
| ↓경전철의정부 |

| 상행 | ● 의정부 경전철 | 회룡 · 차량기지 임시승강장 방면                     |
| 하행 | ● 의정부 경전철 | 경전철의정부 · 동오 · 경기도청 북부청사 · 탑석 방면 |

## 역 주변
- 의정부호동초등학교
- 호원2동주민센터
- 농협
- 상우고등학교

## 인접한 역
| 의정부 경전철       | 의정부 경전철   | 의정부 경전철                              |
| ------------------- | --------------- | ------------------------------------------ |
| U111 회룡 발곡 방면 | ● 의정부 경전철 | U113 경전철의정부 차량기지 임시승강장 방면 |